# Königlich Preußische Landes-Triangulation
Die Königlich Preußische Landes-Triangulation ist eine in den Jahren 1870 bis 1918 auf dem Gebiet des Königreiches Preußen und angrenzender Gebiete des Deutschen Reiches durchgeführte Landesvermessung auf der Grundlage eines trigonometrischen Netzes.
Ziel war es, das Gebiet exakt zu erfassen und mit der Festlegung dauerhaft vermarkter Festpunkte die Basis für die Herstellung genauer Kartenwerke zu schaffen.

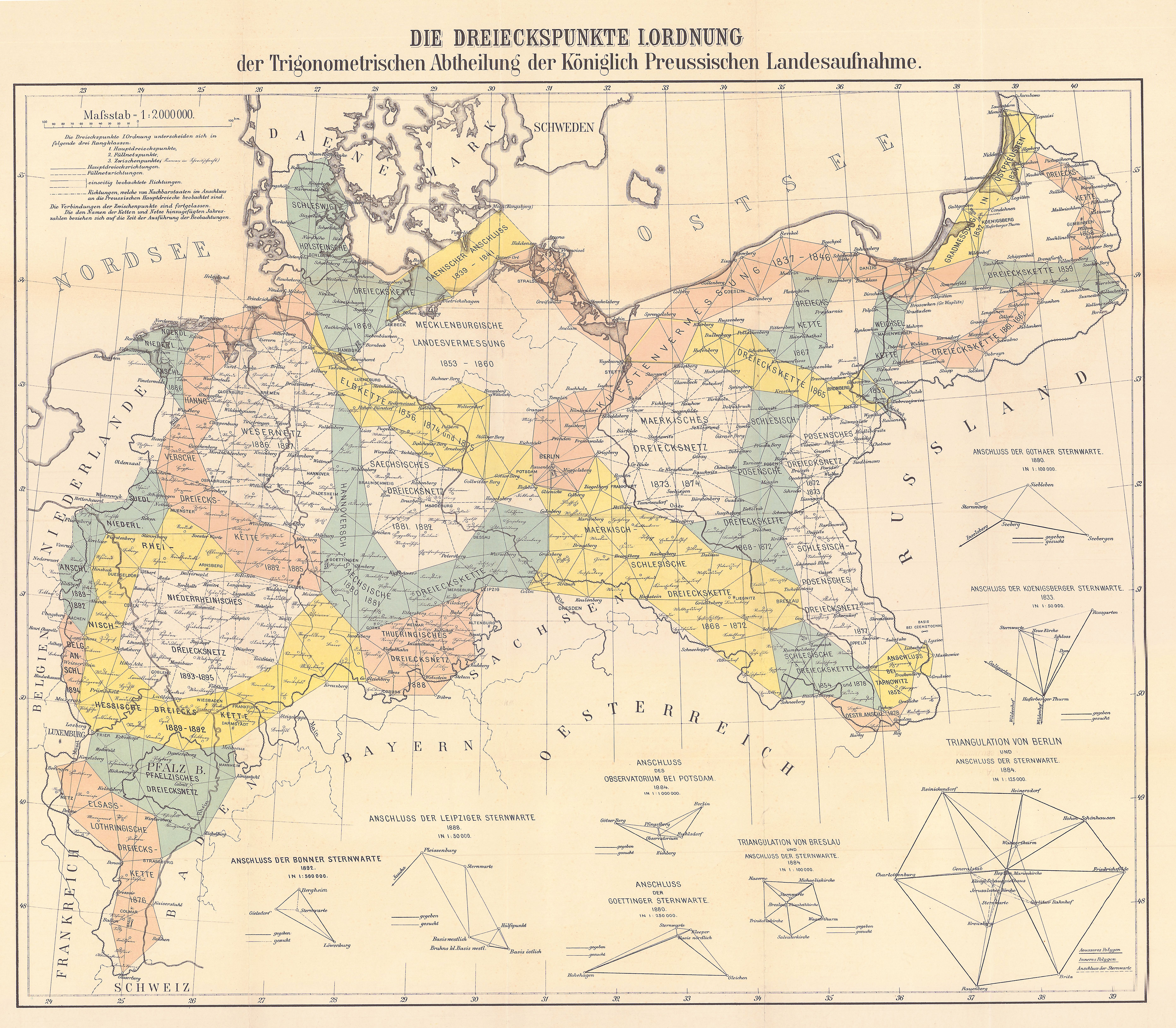
Dreiecksketten und Netze I.Ordnung

Die (Königlich) Preußische Landesaufnahme (Behörde) war mit den Arbeiten befasst.

## Geodätische Grundlagen
Der geometrische Rahmen wird durch Dreiecksketten 1. Ordnung gelegt, die durch Dreiecksnetze gefüllt werden.